# Kantemirovskaja
Kantemirovskaja (in russo Кантемировская?) è una stazione della metropolitana di Mosca, situata sulla Linea Zamoskvoreckaja. La stazione fa parte della sezione che aprì il 30 dicembre 1983, ma che fu chiusa il giorno seguente a causa di un allagamento. La tratta non fu riaperta fino al settembre 1984.
Disegnata da R.I. Pogrebnoy e V.N. Filippov, Kantemirovskaja è una stazione a volta, con panchine attaccate ai pilastri in marmo rosa situati lungo l'asse centrale della banchina. Le mura sono ricoperte con marmo marrone; al termine della banchina è presente un gruppo scultoreo di A.P. Kibalnikov.
Prende il nome dall'omonima strada soprastante, la quale a sua volta è stata dedicata alla 4ª Divisione corazzata delle guardie "Kantemirovka".